# SMS Hannover
Pour les articles homonymes, voir Hannover.
Le SMS Hannover est le deuxième des cinq pré-Dreadnoughts de classe Deutschland de la marine impériale allemande. Il est nommé ainsi en l'honneur de l'État allemand du Hanovre, situé en Basse-Saxe actuelle.

## Construction
Construit aux docks de Wilhelmshaven, la quille du Hannover est posée le 7 novembre 1904  et il est lancé le 29 septembre 1905. Armé le 1er octobre 1907, il coûte à l'Allemagne la somme de 24,3 millions de marks-or. Mais au moment de leur armement, le Hannover et les autres cuirassés de la classe Deutschland apparaissent rapidement obsolètes du fait du lancement au Royaume-Uni du HMS Dreadnought en 1906.
Le Hannover et ses sister-ships, les  SMS Deutschland, Pommern, Schlesien et  Schleswig-Holstein représentent les derniers cuirassés pré-dreadnought. Ils sont similaires aux navires de la classe Braunschweig qui les précédaient, bien que les Deutschland soient plus lourdement armés.

## Service
À la suite de son armement, le Hannover est initialement placé au sein de la IIe escadre de la Baltique le 13 février 1908, jusqu'à son transfert dans la Ire escadre en septembre de la même année. Il demeure dans celle-ci jusqu'en 1911, quand il est à nouveau transféré à la IIe escadre, dont il devint navire amiral en 1912.

### Première Guerre mondiale
Sous les ordres du contre-amiral Mauve, et en dépit de sa faible puissance, le Hannover et ses sister-ships sont engagés dans la bataille du Jutland le 31 mai 1916. Durant la bataille, il tire un total de 8 obus de 280 mm et 22 obus de 170 mm, et n’est pas endommagé. Le SMS Pommern est coulé.
Après le Jutland, il est envoyé à Kiel le 4 novembre 1916 pour réparations et ravitaillement, et est utilisé comme navire cible dans la mer Baltique. En mars 1917, certains de ses canons sont retirés et le Hannover est relégué à la surveillance et à la défense des côtes pour le restant de la guerre.

### Service d'après guerre
Le jour de l'armistice, le navire se trouve à Swinemünde, il se rend avec le SMS Schlesien à Kiel le 15 novembre.
Après la première guerre mondiale, les termes du Traité de Versailles du 21 juin 1919 permettent à l'Allemagne de conserver ses navires de guerre obsolètes ce qui incluait de fait le Hannover. Cependant, des contraintes budgétaires avaient déjà obligé le gouvernement allemand à le désarmer tout de suite après la guerre, le 17 décembre 1918. Modernisé à Wilhelmshaven en 1920 et 1921, il est à nouveau réarmé comme navire amiral des forces navales germaniques en mer Baltique en juin 1921. Il est basé à Swinumünde, puis à Kiel et en octobre 1925 à Wilhelmshaven. Il prend part du 14 mai au 17 juin 1926 au grand voyage de la flotte vers l'Espagne atlantique qui est le premier du genre pour la Reichsmarine.
Il demeure au service de la Reichsmarine (marine de la République de Weimar) jusqu'à son retrait du service actif et son désarmement final le 25 septembre 1931. De 1931 à 1935 le Hannover sert dans la Reichsmarine comme navire cible pour l'évaluation des dommages des mines terrestres. Il est conservé pour être éventuellement reconverti en navire cible au bénéfice de l'aviation, mais le projet n'aboutit pas.
Il est démoli à Bremerhaven entre 1944 et 1946. La cloche du navire se trouve aujourd'hui au musée d'histoire militaire de Dresde.

## Commandants de bord
- 1er octobre 1907 - septembre 1908 : Kapitän zur See Hugo Kinderling (de)
- septembre 1908 - octobre 1909 : Kapitän zur See Friedrich Gädecke (de)
- octobre 1909 - 2 mars 1911 : Fregattenkapitän, puis Kapitän zur See Arnold Marcks
- 4 mars 1911 - 11 avril 1913 : Kapitän zur See Hermann Alberts (de)
- 12 avril 1913 - juillet 1917 : Kapitän zur See Wilhelm Heine (de)
- juillet à septembre 1917 : Fritz Albrecht (en remplacement)
- septembre - novembre 1917 : Fregattenkapitän Karl Windmüller
- novembre 1917 - juillet 1918 : Fregattenkapitän, puis Kapitän zur See Max Leonhardi
- juillet 1918 : Fregattenkapitän Carl Velten
- juillet à décembre 1918 : Fregattenkapitän Karl Windmüller
- 10 février 1921 - septembre 1922 : Kapitän zur See Edmund Schulz (de)
- septembre 1922 - 30 septembre 1923 : Kapitän zur See Iwan Oldekop (de)
- 1er octobre 1923 - 31 mars 1925 : Kapitän zur See Albrecht von Freyberg-Eisenberg-Allmendingen (de)
- 1er avril 1925 - 23 septembre : Kapitän zur See Friedrich Brutzer (de)
- 24 septembre 1925 - 1er mars 1927 : Kapitän zur See Werner Tillessen (de)
- 25 février 1930 - 29 septembre 1930 : Kapitän zur See Siegfried Maßmann
- 30 septembre 1930 - 25 septembre 1931 : Fregattenkapitän Heinrich Gebhardt (de)